# Верхнє озеро (Карпати)
Верхнє — озеро льодовикового походження в Українських Карпатах, у межах Рахівського району, Закарпатської області.
Лежить на висоті 1628 м над р. м. у межах Чорногірського заповідного масиву (частина Карпатського біосферного заповідника).
Розташоване на південно-західному схилі головного Чорногірського масиву, в урочищі Озірний. На північ від озера розташована гора Пожижевська (1822 м), на північний схід — Данціж (1850 м), на південний схід — Туркул (1933). Озеро лежить у корінних породах. Верхнє Озірне — найглибша водойма Чорногори, її максимальна глибина — у центрі плеса, ближче до східного берега — сягає 3,2 м. У ньому немає водних та амфібіонтних рослин.
Витягнутим озерним ложе протяжністю 115 м, яке заросле сплавиною, ця водойма пов'язана із Нижнім Озірним. Південну частину цього ж ложе займає озерце Середнє Озірне, а північну — болотне озерце Циклоп.
Довжина озера — 105 м, ширина — 26 м, площа — 2400 м², максимальна глибина — понад 3 м. Улоговина подовженої форми. Живиться атмосферними опадами. Температура води влітку до +13°. Узимку замерзає.
Вода чиста, мінералізація води низька (твердий залишок 42 мг/л). Дно біля берегів вкрито уламками конгломератів, на глибині — шаром ясно-сірого мулу.
Найближчий населений пункт — с. Говерла.

## Фотографії

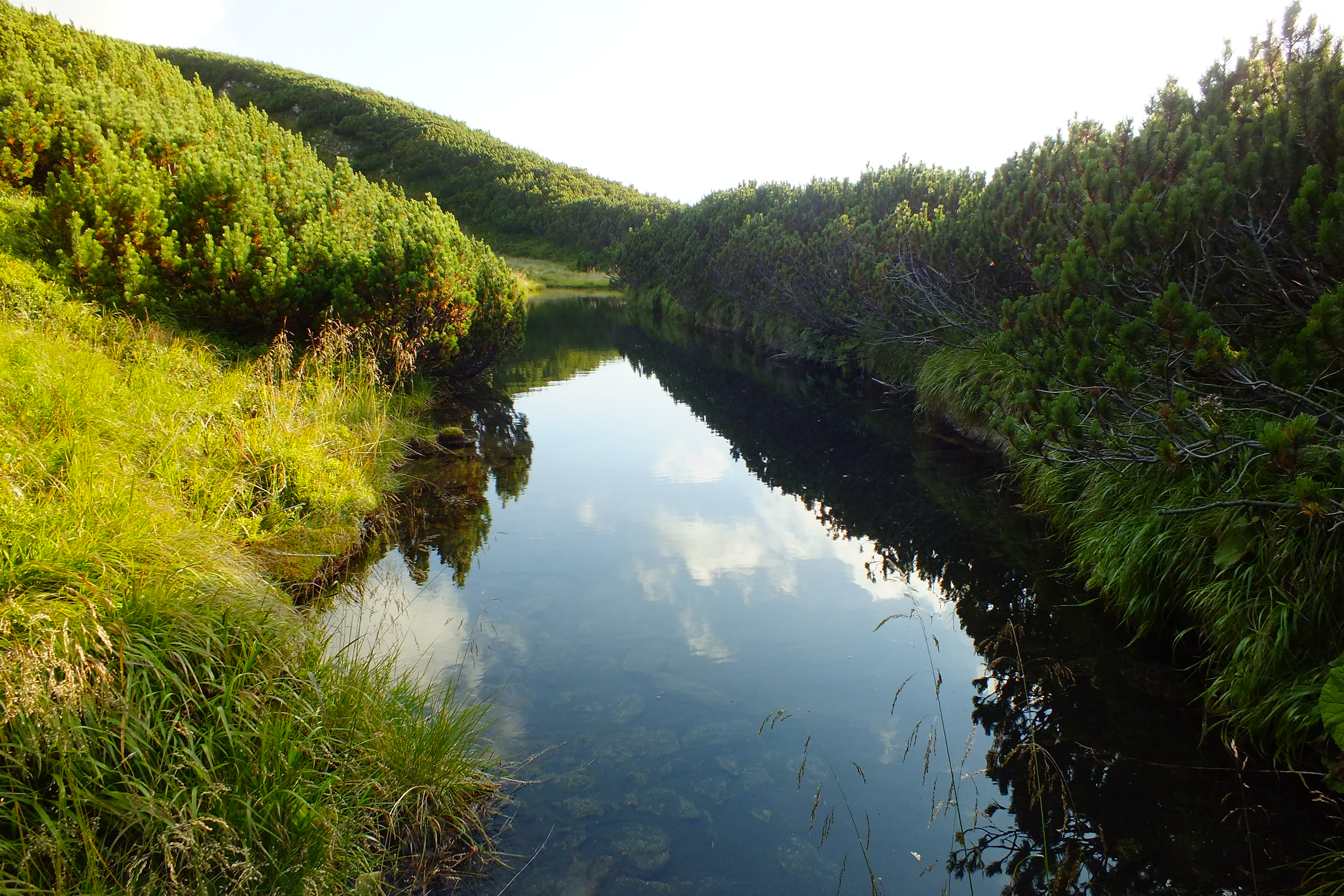
Верхнє Озірне - загальний вид з півночі
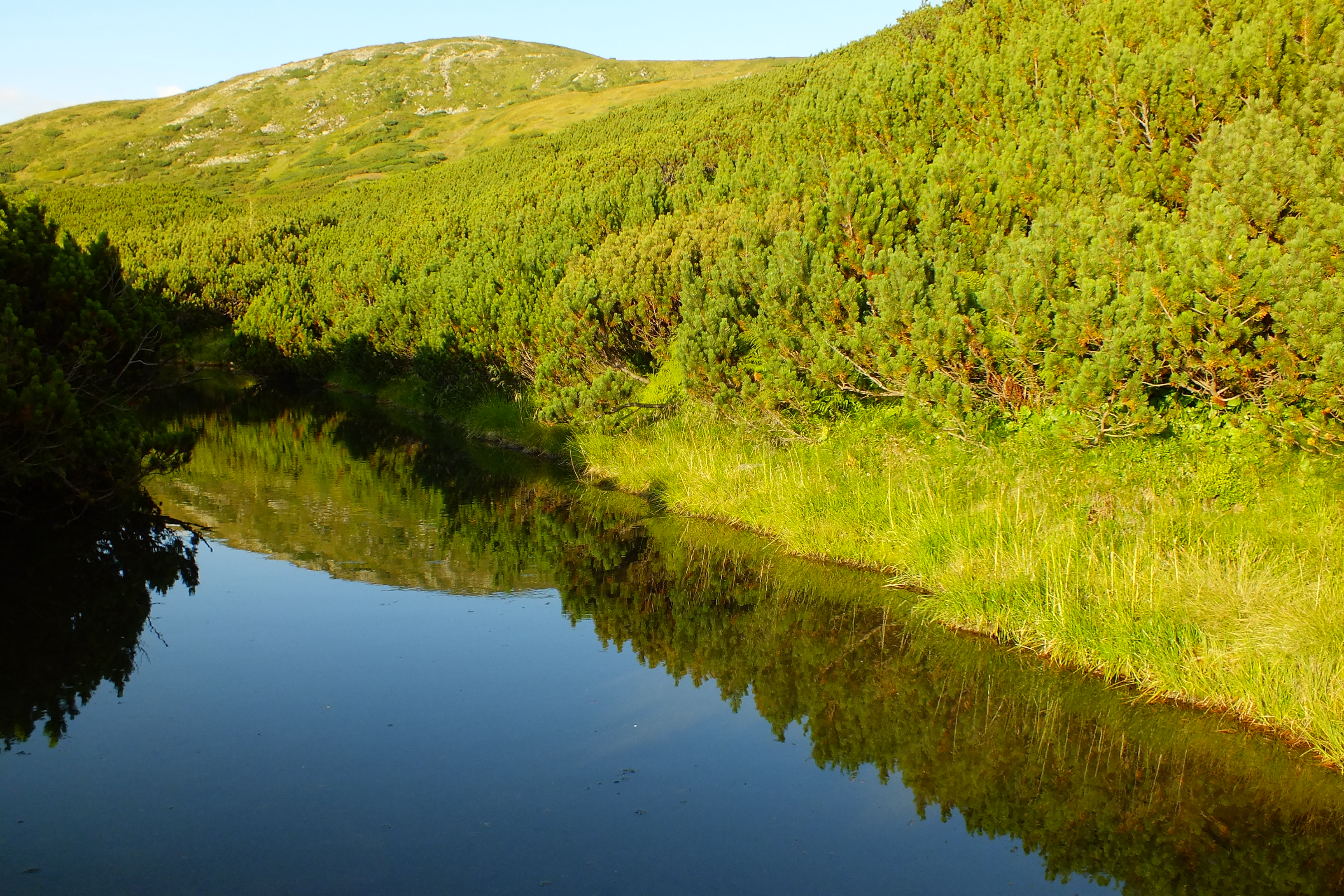
Берегова лінія
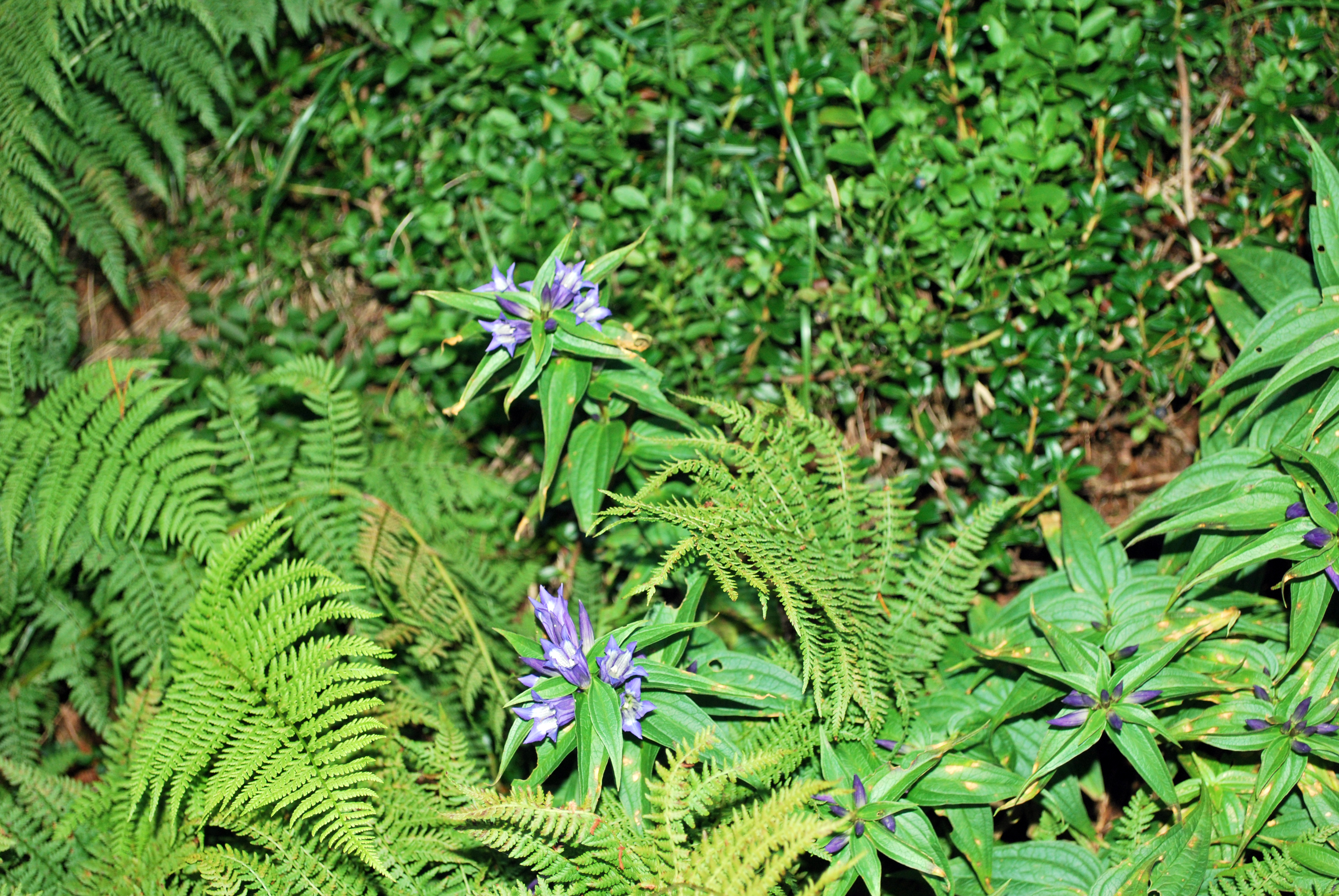
Тирлич і папороть на березі Верхного Озірного